# Kaposi-szarkóma
A Kaposi-szarkóma a HHV-8 herpeszvírus fertőzése által okozott rosszindulatú érdaganat, azonban kialakulhat fertőzés nélkül is. Hajszálerek, illetve az azokat bélelő laphámsejtek, az ún. endothelsejtek rosszindulatú elburjánzása, valamint a T-lymphocyták lízise figyelhető meg. A tumor növekedése közben üregeket, alagutakat képez, melyek feltelnek vérrel, sajátos színt kölcsönözve annak. A betegség nevét első leírójáról, Kaposi Mórról kapta.
Általánosan a bőrön és a nyálkahártyákon megjelenő, változatos formájú kékes, lilás vagy barnás „foltokról” ismert. A foltok elsősorban az arcon, nemi szervek környékén, a szájban, az emésztőrendszerben és a légutakban jelentkeznek. Később plakká alakul, majd nodulussá. Végstádiumú AIDS-betegeknél nagyobb eséllyel jelenik meg (ún. HIV-asszociált változat), de a betegség bárkinél kialakulhat.

## Formái
- endémiás
- epidémiás
- AIDS-hez társult
- immunszupresszált betegeken megjelenő